# Блок 49
Блок 49 је један од новобеоградских блокова који већим делом припада Бежанијској коси, а својим подножјем делу месне заједнице “Стари аеродром”.

## Локација
Блок је оивичен улицама: Аутопут Е75 (на североистоку), Николе Добровића (на југу), Тошин бунар (у подножју блока, на истоку), и Партизанске авијације (на северозападу).

## Спорт и рекреација
Блок поседује неколико фитнес паркова, као и парк за кућне љубимце. У близини видиковца налази се велики број спортских терена и рекреативни центар, као и СРЦ 11. април. 

## Културне и образовне установе
На северозападу блока, уз улицу Партизанске авијације, налази се Храм Светог Василија Острошког који је неуобичајеног облика за српске православне цркве и подсећа на „Храм Цркву” у Лондону, саграђену од стране витезова Темплара у XII веку. У блоку се налази вртић Врабац, као и неколико приватних вртића и дечијих образовних центара.

## Занимљивости
Блок је украшен великим бројем мурала уличног уметника и архитекте Андреја Јосифског, познатијег под уметничким именом Пијаниста. Овде се налази видиковац са ког се пружа поглед на скоро целу општину Нови Београд и друге делове града на десној обали Саве. На видиковцу постоји неколико кафића са погледом на Београд. Овај блок је, заједно са блоком 60, био предвиђен да постане Олимпијско село за летње Олимпијске игре 1992, за које се Београд кандидовао неколико година раније. 
У оквиру блока се налазе породичне стамбене куће, које су архитектонски осмишљене да представе неке од типичних кућа са територије бивше Југославије, тако да су добиле називе војвођанке и медитеранке, а према популарној серији из осамдесетих година 20. века, због своје величине и гламурозности неке су назване карингтонке.

## Саобраћај
У подножју блока налази се Железничка станица „Тошин бунар”, којом саобраћају локалне, регионалне и међународне линије.
До блока се градскм превозом може доћи линијама:
- Линија 65 (Звездара2 · Ново Бежанијско Гробље)
- Линија 70 (Бежанијска Коса · Робна кућа „ИКЕА”)
- Линија 72 (Зелени венац · Аеродром „Никола Тесла”)
- Линија 74 (Бежанијска Коса·Миријево 3)
- Линија 75 (Зелени венац · Бежанијска Коса)
- Линија 76 (Нови Београд /Блок 70А/ · Бежанијска Коса/Болница)
- Линија 82 (Земун /Кеј Ослобођења/ · Бежанијско Гробље)
- Линија 612 (Нови Београд /Павиљони/ · Кванташка пијаца · Нова Галеника)
- Линија 613 (Нови Београд /Павиљони/ - Насеље Радиофар)
- Линија 708 (Нови Београд /Блок 70А/ · Земун Поље)
- БГ воз 1(Батајница - Овча)